# Мурадов, Фарман Муса оглы
Фарман Муса оглы Мурадов (1906 год, Елизаветпольская губерния, Российская империя — 29 марта 1987, с. Жанажол) — колхозник, звеньевой колхоза «Новый путь», Герой Социалистического Труда (1948). Старший брат Героя Социалистического Труда Черкеса Мусы оглы Мурадова.

## Биография
Родился в 1906 году в Елизаветпольской губернии.
В 1937 году семья Мурадовых репрессирована и выселена в Казахстан. В том же году вступил в колхоз «Новый путь» Шуского района Джамбулской области. Первоначально работал рядовым колхозником. В 1946 году был назначен звеньевым свекловодческого звена.
В 1946 году свекловодческое звено под руководством Фармана Мусы оглы Мурадова собрало с участка площадью 2 гектара по 809 центнеров сахарной свеклы и с участка площадью 10 гектаров было собрано по 354 центнеров сахарной свеклы. За этот доблестный труд он был удостоен в 1948 году звания Героя Социалистического Труда.
С 1950 года более 10 лет работал бригадиром полеводов по выращиванию сахарной свёклы и кукурузы, затем — объездчиком на колхозных полях.
Проживал в селе Жанажол Шуского района Джамбулской области.
Скончался 29 марта 1987 года.

## Награды
- Герой Социалистического Труда (1948)
- Орден Ленина (1948)